# Čakajovce
Čakajovce é um município da Eslováquia, situado no distrito de Nitra, na região de Nitra. Tem 5,78 km² de área e sua população em 2018 foi estimada em 1.166 habitantes.

## Demografia
| Ano:        | 1994 | 2004   | 2014   | 2024   |
| ----------- | ---- | ------ | ------ | ------ |
| Broj ljudi: | 1088 | 1069   | 1145   | 1156   |
| Razlika:    |      | -1,74% | +7,10% | +0,96% |

| Ano:               | 2023 | 2024 |
| ------------------ | ---- | ---- |
| Número de pessoas: | 1156 | 1156 |
| Diferença:         |      | +0%  |